# 대한민국 여자 필드하키 국가대표팀
대한민국 여자 필드하키 국가대표팀은 대한민국의 여자 필드하키 대표팀이다.

## 하계 올림픽성적
- 1988 서울올림픽 – 2위(감독 박영조, 서광미, 임계숙, 박순자, 서효선, 김미순, 김순덕, 김영숙, 한옥경, 황금숙, 진원심, 전은경, 창상현, 한금실, 장은정, 최준옥, 조기향)
- 1992 바르셀로나올림픽 – 4위(임계숙, 장은정, 유제숙(GK), 한금실, 권창숙, 이선영, 김경애, 손정임, 이귀주, 노영미, 이경희, 장동숙, 양혜숙, 구문영, 이은경, 진덕산)
- 1996 애틀랜타올림픽 – 2위(유재숙(GK), 임정숙, 오승신, 우현정, 이은영, 이은경, 이지영, 김명옥, 권창숙, 권소현, 최미순, 전영선, 진덕산, 장은정, 조은정, 최은경)
- 2000 시드니올림픽 – 9위(이은영 김은진 김미현 박용숙 조보라 서희주 김성은 오승신 김명옥 정항주 이선화 김수정 오고운 신미경 방진혁 박은경)
- 2004 아테네올림픽 – 7위(김성은 이미성 이진희 박용숙 오고운 유희주 고광민 박정숙 임주영 김진경 김윤미 박은경 이선옥 김정아 김미선 박미현)
- 2008 베이징올림픽 – 9위(감독 유덕, 김미선, 김정희, 조혜숙, 박미현, 문영희(GK), 김성희, 김종은, 서혜진[깨진 링크(과거 내용 찾기)], 김진경, 박정숙, 김은실, 엄미영, 이선옥, 김다래, 김영란(DF), 한혜령(FW))
- 2012 런던올림픽 – 8위(감독 임흥신, 이선옥, 김종은, 문영희(GK), 김영란(DF), 박미현, 한혜령(FW), 천은비, 천슬기, 김다래, 김옥주, 전유미, 차세나, 김종희, 장수지(GK), 박선미, 박기주)

## 아시안 게임성적
- 1986년 서울 – 1위
- 1990년 베이징 - 1위
- 1994년 히로시마 – 1위
- 1998년 방콕 – 1위
- 2002년 부산 – 2위
- 2006년 도하 – 4위
- 2010년 광저우 - 2위(감독 임흥신, 김다래, 김보미, 김성희, 김영란, 김옥주, 김은실, 김종은, 김종희, 문영희(GK), 박미현, 박선미, 이선옥, 장수지(GK), 전유미, 천슬기, 박기주)
- 2014년 인천 – 1위
- 2018년 자카르타•팔렘방 – 4위
- 2022년 항저우 – 2위

## 하키 월드컵
- 1990년 = 3위
- 1994년 = 5위
- 1998년 = 5위
- 2002년 = 6위
- 2006년 = 9위
- 2010년 = 6위

## 챔피언스 트로피
- 2011년 = 4위(감독 임흥신, 코치 임정우, 문영희(GK), 김영란(DF), 조은지, 박선미, 이선옥, 엄미영, 박미현, 김종은, 김다래, 천은비, 홍지선, 김성희, 장수지(GK), 김옥주, 홍유진, 박기주, 김아라
- 2012년 = 7위(감독 임흥신, 코치 임정우, 문영희(GK), 김영란(DF), 조은지, 박선미, 이선옥, 김종희, 박미현, 김종은, 김다래, 천은비, 전유미, 김성희, 장수지(GK), 김옥주, 홍유진, 박기주, 홍지선, 한혜령(FW)